# 일본의 차량 번호판
일본의 차량 번호판은 일본에서 등록되는 모든 자동차에 부착되는 번호판으로, 일본의 차량 번호판의 정식 명칭은 차량의 구분에 따라, 자동차등록번호표(일본어: 自動車登録番号標 지도오샤토오로쿠반고오효오[*]) 또는 차량번호표(일본어: 車両番号標 샤료반고효[*]), 표식(일본어: 標識 효시키[*])으로 나뉜다.
일반차량은 국토교통성에서 관할한다. 일부 차량(일부 관용차량과 임시운행중인 차량 등)은 국토교통성에서 관할을 받지 않으며, 별도의 규격이 적용된다. 황실의 공식 차량은 번호판을 부착하기 위한 요건이 면제되며, 자위대, 일본 국내의 외교관과 주일미군 소속의 차량은 다른 번호판을 부착해야 한다. 글자구분은 히라가나를 쓴다.

## 종류

### 구분
| 구분              | 엔진 배기량   | 바탕 색상         | 문자 색상 | 크기           |
| ----------------- | ------------- | ----------------- | --------- | -------------- |
| 비사업용          | 660cc 초과    | 흰색              | 녹색      | 보통 또는 대형 |
| 사업용            | 660cc 초과    | 녹색              | 흰색      | 보통 또는 대형 |
| 비사업용 경자동차 | 660cc 이하    | 노랑              | 검정      | 보통           |
| 사업용 경자동차   | 660cc 이하    | 검정              | 노랑      | 보통           |
| 마이크로 자동차   | 49cc 이하     | 하늘색            | 파랑      | 초소형         |
| 이륜차            | 49cc 이하     | 흰색◆             | 파랑색    | 초소형         |
| 이륜차            | 50cc ~ 89cc   | 노랑◆             | 파랑      | 초소형         |
| 이륜차            | 90cc ~ 124cc  | 분홍◆             | 파랑      | 초소형         |
| 이륜차            | 125cc ~ 250cc | 흰색              | 녹색      | 소형           |
| 이륜차            | 250cc 초과    | 흰색, 녹색 태두리 | 녹색      | 소형           |

◆ : 시급 이하의 정부에 의해 발급

### 크기
| 구분   | 규격                  | 비고                                                   |
| ------ | --------------------- | ------------------------------------------------------ |
| 대형   | 가로 44cm, 세로22cm   | 총중량 8t 초과 또는 승차정원 30인승 이상의 차량에 부착 |
| 보통   | 가로 33cm, 세로16.5cm |                                                        |
| 소형   | 가로 23cm, 12.5cm     |                                                        |
| 초소형 | 가로 20cm, 세로 10cm  | 시정촌에 따라 규격이 다름                              |

### 도안
| 구분                                     | 비사업용 | 사업용 |
| ---------------------------------------- | -------- | ------ |
| 보통자동차 및 126cc ~ 249cc의 이륜자동차 |          |        |
| 경자동차                                 |          |        |
| 250cc를 초과하는 이륜자동차              |          |        |

## 국토교통성 소관법률 비적용 차량
일반차량에는 도로운송차량법 시행규칙에 의한 번호판을 부착하도록 하며, 과세의 대상으로 되어 있다. 하지만 이 법이 적용되지 않고 일절의 과세가 행하여지지 않는 특정차량이 있다. 이 차량은 국토교통성을 거치지 않는 차량이거나 주일미군의 소유차량이 해당된다. 그 예로 황실 차량은 궁내청, 자위대 차량은 방위성, 외교관 차량은 외무성에서 관리한다.

### 자위대 차량(방위성)
자위대법 제114조에 의해 도로운송차량법이 적용되지 않는다. 이에 의해 국토교통성 소관법률에 의한 번호판도 특수한 것이 되어 있으며, 01-2345과 같이 2자리와 4자리의 아라비아 숫자로 구성된 흰 바탕에 초록문자의 물건을 달 수 있다. 단 차체의 형상상 번호판을 부착할 수 없는 전투 차량(장갑차, 전차) 등은 필요에 따라 번호판을 부착하지 않고 차체에 부대의 명칭과 차량번호를 직접 표기한다. 또 차량 검사의 대상이 아니지만, 자위대 내부의 보안기준, 검사기준에 의해 자위대 내에서 정비하고 있다.
한편, 자위대가 보유하는 차량 중에서 고관송영용 차량이나 경무대의 복면차량, 대원수송용 버스 등의 일부에는 일반차량과 같은 번호판을 장착하는 것이 존재한다. 이 차량들에 대해서는 도로운송차량법이 적용되어, 차량검사나 과세의 대상이 되지만 일본의 지방세법 규정에 의해 자동차세는 비과세이다. 차량검사도 자위대 내부의 자격에서는 실시할 수 없으며, 자동차검사원의 자격이 필요하다.
| 번호(앞의 두자리)    | 품명                                                         | 물품관리구분      | 물품관리구분 |
| -------------------- | ------------------------------------------------------------ | ----------------- | ------------ |
| 01 ~ 03              | 소형 트럭계                                                  | 차량 및 유도 무기 | 육상자위대   |
| 04                   | 다른 번호의 구분에 속해있지 않으며 차량 및 유도무기된 자동차 | 차량 및 유도 무기 | 육상자위대   |
| 05 ~ 08              | 중형 트럭계                                                  | 차량 및 유도 무기 | 육상자위대   |
| 11                   | 모터사이클                                                   | 차량 및 유도 무기 | 육상자위대   |
| 20 ~ 37              | 대형 트럭계                                                  | 차량 및 유도 무기 | 육상자위대   |
| 38                   | 특대형 트럭계                                                | 차량 및 유도 무기 | 육상자위대   |
| 39 ~ 43              | 각종(차종구분 없음)                                          | 해상자위대        | 해상자위대   |
| 44 ~ 49              | 각종(차종구분 없음)                                          | 항공자위대        | 항공자위대   |
| 50 ~ 59              | 견인차                                                       | 차량 및 유도무기  | 육상자위대   |
| 60 ~ 69・88          | 피견인차                                                     | 차량 및 유도무기  | 육상자위대   |
| 70 ~ 77・83 ~ 85・87 | 버킷 로더나 불도저 등                                        | 시설 기재         | 육상자위대   |
| 78 ~ 79              | 레이다 탑재차량 등                                           | 통신 전자기재     | 육상자위대   |
| 80                   | 야외세탁세트2형이나 정수세트등                               | 수품기재          | 육상자위대   |
| 81                   | 제염차3형 등                                                 | 화학기재          | 육상자위대   |
| 82                   | 11/2t구급차 등                                               | 위생기재          | 육상자위대   |
| 86                   | 항공과 부대에서 사용하는 차량                                | 항공기재          | 육상자위대   |
| 90 ~ 98              | 전장궤차(견인차를 제외한다) 및 반장궤차                      | 차량 및 유도무기  | 육상자위대   |
| 99                   | 각종(차량 등 구분없음)                                       | 기술연구본부      | 기술연구본부 |

### 주일미군

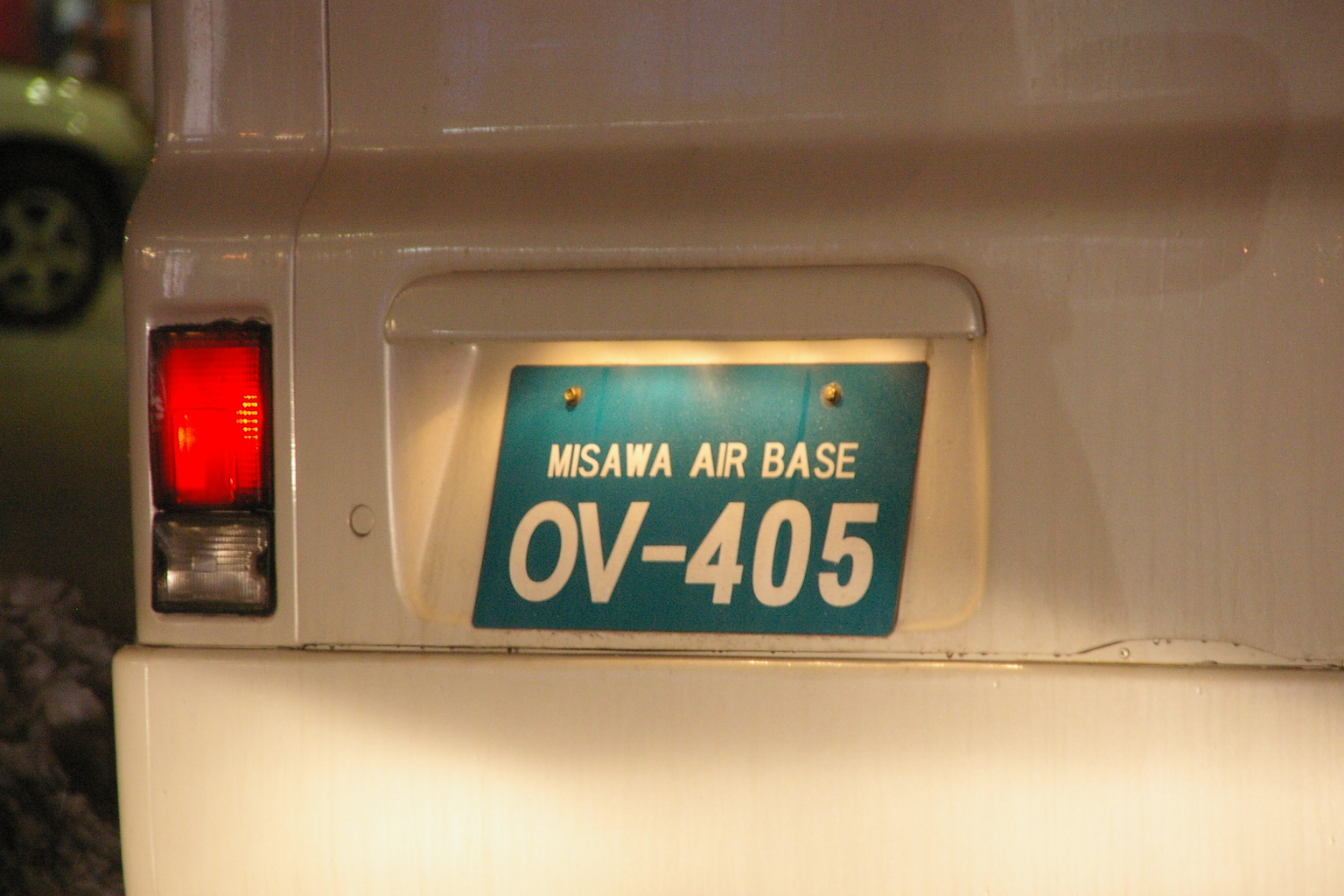
미사와 공군 기지의 번호판

이 양식의 번호판을 부착한 차량은 오키나와본토 전역, 아쓰기 기지나 요코타 기지나 미사와 기지 등의 미군기지 주변에서 보이는 경우가 많다.
군용공무에 제공되는 차량은 미국이나 재외기지에서 들여오는 경우가 많아, 이 번호판은 미군이나 미국 국방총성이 관리하기 때문에 서식은 일본의 물건과 완전히 다르다. 미국식 번호판 서식(상단에 소속·중단에 번호·하단에 용도가 표기되고 있다) 또는 드러낸 금속판에 검은색으로 번호만 표기한 것, 플라스틱제의 물건도 있다. 서식 또는 예시는 대략적으로 아래와 같다.
- U. S. ARMY / U. S. AIR FORCE / U. S. NAVY / USN / U. S. MARINE / U. S. GOVERNMENT / DoDDS +숫자
- 상기에 더하거나 단독으로 DOD / DLA / OV / OVA / ARJ / USARJ / MC / MCX / USMC +숫자
- CAMP(부대명)+숫자

어느 것의 번호판도 "(FOR) OFFICIAL USE ONLY"의 문자가 가운데 혹은 하단에 기재되고 있는 경우가 많다. 이 군용공무차량의 임시번호판은 상기문자에 "TMP"가 부가된다. 위와 같은 예시는 미국 본토에 주둔하는 미군과 주한미군 등의 재외 미군 소속 차량에서도 위와 비슷한 예시를 볼 수 있다.

## 그밖의 특징
- 히라가나 중 お[b], し[c], へ[d], ん[e]은 쓰지 않는다. 나니와, 쓰쿠바, 이와키, 도치기를 제외한 나머지의 지역 표기는 거의 한자로 표기하며, 두 자리 숫자가 42와 49인 경우는 별도의 요청이 없으면 발급하지 않는다. 단, 46-49는 고로아와세로 ‘요로시쿠(잘 부탁해)’로 읽을 수 있기 때문에 인기가 있는 번호다.

## 같이 보기
- 차량 번호판
- 경자동차
- 일본의 자동차 검사

### 내용
1. ↑  あ,か 행만 사용
2. ↑  す나 あ, む와 혼동하기 쉬워서 사용되지 않으며, わ행의 を(wo)가 대신 사용된다.
3. ↑  발음이 죽을 사(死)와 같아서 사용되지 않는다.
4. ↑  방귀(屁)를 연상시킨다는 이유로 사용되지 않는다.
5. ↑  단독으로 발음하기가 어려워 사용되지 않는다.